# David Sánchez Parrilla
David Sánchez Parrilla (Tarragona, 13 de desembre de 1978) és un exfutbolista professional català de les dècades de 1990 i 2000.

## Trajectòria
Es formà al CF Reus Deportiu, fitxant més tard pel RCD Espanyol B. Fou internacional amb les categories inferiors de la selecció espanyola i arribà al primer equip blanc-i-blau, però no aconseguí refermar-se. Durant la seva carrera ha defensat els colors de força equips catalans, com la UE Lleida, el Terrassa FC, la UDA Gramenet, el CF Badalona, el Girona FC i l'FC Ascó. També ha jugat al CF Sporting Maonès.